# Трав'янка євразійська
Трав'янка євразійська (Stenobothrus eurasius) — вид прямокрилих комах з родини саранових (Acrididae).

## Поширення
Вид поширений у степовій зоні у Східній Європі та Північній Азії.